# Сомнамбула
«Сомнамбула» (італ. La sonnambula) — мелодрама на 2 дії італійського композитора Вінченцо Белліні. Італійське лібрето Феліче Романі за мотивами французької пантоміми-балету Ежена Скріба та Жана-П'єра Омера «Сомнамбула, або Приїзд нового сеньйора». Прем'єра відбулася 6 березня 1831 в Мілані в театрі Каркано.

## Лібрето
Дія відбувається в сільській Швейцарії.

### Дія перша
Селяни веселяться з нагоди весілля Ельвіно і прийомної дочки мірошнички Аміни. На чолі хору веселун Алессіо. Не до душі весілля тільки господині готелю Лізі. Вона сама закохана в Ельвіно і, незважаючи на любовний зв'язок з Алессіо, охоче вийшла б заміж за Ельвіно. Мельничиха Тереза виводить Аміну. Алессіо і селяни вітають її. Приходить нотаріус, який повинен укласти контракт. Нарешті з'являється і наречений - Ельвіно. Він надягає нареченій на палець обручку. Раптово з'являється незнайомець. Він їде в замок, але через погану дорогу і наближення ночі повинен заночувати в селі. Ліза і Тереза пояснюють йому, що він потрапив на весілля. Незнайомець (а це граф Родольфо) приєднується до селян, відпускає компліменти нареченій. Тереза розповідає, що в селі з'явився привид, який бродить з настанням темряви. Налякані селяни розходяться. Ліза веде Родольфо в готель. На вулиці залишаються Аміна і Ельвіно. Ельвіно обсипає наречену докорами за те, що та приймала залицяння незнайомця. Аміна заспокоює його. Пояснення закінчується поцілунками і клятвами у вічній любові і вірності.

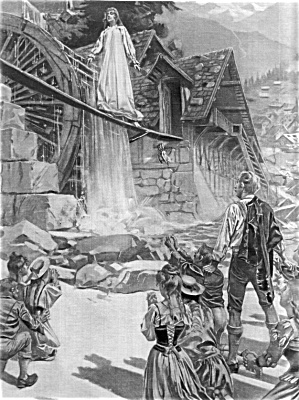
Сцена з опери

Ліза повідомляє Родольфо, що його інкогніто розкрито, і селяни зараз прийдуть вітати свого сеньйора. Ліза йде, впустивши хустку, Родольфо піднімає хустку і кладе на спинку ліжка. Раптово відкривається вікно і з'являється жінка в білій сукні. Це Аміна. Вона поводиться дивно, шукає Ельвіно. Родольфо розуміє, що перед ним — сомнамбула, яка ходить і розмовляє уві сні. Тепер йому зрозумілі страхи селян і чутки про привида. Розмова Аміни і Родольфо чує Ліза, вона кличе Ельвіно. Тим часом Аміна лягає на ліжко Родольфо і засинає. Родольфо, знаючи, що сомнамбул небезпечно раптово будити, гасить світло і виходить. Селяни на чолі з Алессіо входять в кімнату, але, помітивши на ліжку жінку, хочуть піти. Тут вбігає Ліза з Ельвіно. Вона запалює світло і безжально будить Аміну. Та не може зрозуміти, де вона знаходиться. Ельвіно дорікає Аміну в зраді. Всі селяни також підтримують його. Аміна падає без свідомості. Тільки Тереза залишається з нею.

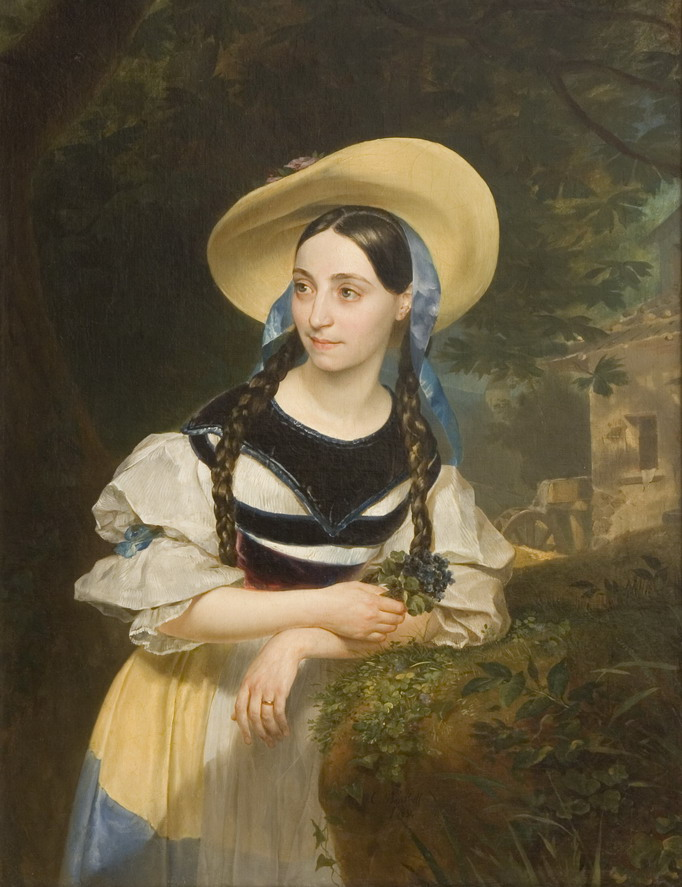
Карл Брюллов. Портрет Фанні Персіані-Такінарді в ролі Аміни в опері Белліні «Сомнамбула». Тисячі вісімсот тридцять чотири

### Дія друга
Селяни вирішили піти до графа, щоб він засвідчив винна чи ні Аміна. Серед них Аміна і Тереза. По дорозі вони зустрічають Ельвіно. Він не бажає слухати нічиїх пояснень, зриває з руки Аміни кільце і тікає.
Ліза оголошує Алессіо, що вона виходить за Ельвіно. З'являється Ельвіно. Він вирішив одружитися з Лізою від відчаю. Входить Родольфо. Граф намагається напоумити Ельвіно: пояснює, що Аміна сомнамбула, але Ельвіно не розуміє слів графа і не бажає його слухати. З будинку мірошнички виходить Тереза, вона просить не шуміти, так як нещасна Аміна тільки що заснула. Тереза віддає Лізі хустку, яку та залишила на ліжку графа. Ельвіно обурений: значить і Ліза теж зраджувала йому з графом. Родольфо намагається порозумітися. У цей момент з вікна млина виходить вся в білому Аміна. У стані сомнамбулізму вона ступила на крихкий місток, який веде через гірський потік на інший берег, під яким крутиться млинове колесо. Всі в жаху завмерли - один невірний крок і дівчина загине. Проте сомнамбула успішно переходить на інший берег. Вона опускається на коліна, молиться і скаржиться на нареченого, який не повірив їй, хоча вона чиста і невинна. Ельвіно підходить до Аміни і надягає їй на палець кільце. Аміна прокидається. Навколо неї радісні обличчя. Тепер її чекає любов і щастя.